# Manuel Neira
Manuel Alejandro Neira Díaz (* 12. Oktober 1977 in Santiago de Chile) ist ein ehemaliger chilenischer Fußballspieler. Der Stürmer wurde 4-mal chilenischer Meister und nahm mit Chile an der Weltmeisterschaft 1998 in Frankreich teil, blieb aber ohne Einsatz.

## Karriere

### Verein
Manuel Neira begann seine professionelle Karriere 1994 bei CSD Colo-Colo nach der erfolgreichen U-17-Weltmeisterschaft 1993, anschließend wurde er nach Brasilien zum FC São Paulo verliehen. Zurück in Chile spielte Neira auf Leihbasis beim Zweitligisten Everton de Viña del Mar, wo er in 21 Partien 11 Tore erzielte. Bei Colo-Colo reifte er dann zum Stammspieler und gewann 1997 die chilenische Meisterschaft der Clausura sowie die Meisterschaft 1998. Anschließend wechselte Neira nach Europa zum spanischen Zweitligisten UD Las Palmas, spielte aber auf Leihbasis weiterhin für ein Jahr bei Colo-Colo. In der Folgesaison wurde er mit Las Palmas Meister der Segunda División, allerdings zog es ihn weiter zum argentinischen Topklub Racing Club. Dort konnte er sich nicht nachhaltig durchsetzen und wechselte häufiger die Vereine. Er spielte mehrmals in seiner Geburtsstadt bei Colo-Colo und Unión Española. Bei diesen Vereinen erlebte er die erfolgreichste Zeit seiner Karriere mit weiteren Meisterschaften 2002 in der Clausura und 2005 in der Apertura. Im Jahr 2002 wurde er zudem Torschützenkönig der Primera División. 2007 unterschrieb Neira zum zweiten Mal bei einem europäischen Verein. Bei Hapoel Tel Aviv verletzte er sich allerdings im zweiten Freundschaftsspiel schwer und fiel für den Rest der Saison aus. Er ging daraufhin zu Unión Española zurück. Seine Karriere beendete Neira 2012 bei Unión San Felipe.

### Nationalmannschaft
Manuel Neira spielte erstmals 1992 für die U-17-Junioren im Nationaltrikot Chiles.  Mit dem Team nahm er an der U-17-Weltmeisterschaft in Japan teil und erzielte fünf Turniertore, die zweitmeisten gemeinsam mit Peter Anosike und Nwankwo Kanu hinter Torschützenkönig Wilson Oruma. Chile wurde Turnierdritter. Mit der U-20 Chiles nahm Neira an der U-20-Südamerikameisterschaft 1995 in Bolivien, wo Chile Dritter wurde, teil. Bei der U-20-Südamerikameisterschaft 1997 im Heimatland erreichte Chile in der Finalrunde nur den sechsten und letzten Platz. Neira schoss fünf Turniertore. 1998 absolvierte Neira für die B-Nationalmannschaft Chiles ein Freundschaftsspiel gegen England, wobei er beide Tore beim 2:1-Erfolg erzielte.
Am 31. Januar 1998 gab Neira beim 1:1-Unentschieden gegen den Iran sein Debüt für die chilenische A-Nationalmannschaft und erzielte nach sechs Spielminuten den Führungstreffer für sein Land. Für die Weltmeisterschaft 1998 in Frankreich wurde er von Nationaltrainer Nelson Acosta nominiert, kam aber aufgrund der starken Konkurrenz auf der Position mit Iván Zamorano und Marcelo Salas nicht zum Einsatz. Bei der Copa América 2001 kam Neira im dritten Vorrundenspiel gegen Gastgeber Kolumbien und im Viertelfinale gegen Mexiko jeweils als Einwechselspieler zum Einsatz. Chile schied gegen Mexiko nach einer 0:2-Niederlage aus dem Turnier aus. Sein letztes Spiel im Nationaltrikot absolvierte Neira im November 2006 beim Freundschaftsspiel gegen Paraguay.

## Erfolge
CSD Colo-Colo
- Chilenischer Meister (3): 1997-C, 1998, 2002-C

UD Las Palmas
- Meister der Segunda División: 1999/2000

Unión Española
- Chilenischer Meister: 2005-A

Individuell
- Torschützenkönig der chilenischen Primera División: 2002-C